# Saint-Tugdual
Saint-Tugdual (bretonisch: Sant-Tudal) ist eine französische Gemeinde mit 375 Einwohnern (Stand 1. Januar 2022) im Département Morbihan in der Region Bretagne. Sie gehört zum Gemeindeverband Roi Morvan Communauté.

## Geographie
Saint-Tugdual liegt im Nordwesten des Départements Morbihan.
Nachbargemeinden sind Plouray im Norden, Ploërdut im Osten und Südosten, Le Croisty im Süden sowie Priziac im Westen.
Der Ort selber ist zwar ein Kreuzungspunkt verschiedener Straßen – liegt aber abseits von wichtigen Durchgangsstraßen. In fünf Kilometern Entfernung führt die D1 vorbei.
Die bedeutendsten Gewässer sind der Fluss Aër sowie die Bäche Corrogant, Kerminizy, Kersallic, Kermartin und Le Moulin du Bois. Teilweise bilden diese auch gleichzeitig die Gemeindegrenze. Auf Gemeindegebiet gibt es zudem noch mehrere Teiche. Im Nordteil des Gemeindeareals gibt es zahlreiche große Waldstücke. Das Größte ist der Bois de Kerminizy.

## Bevölkerungsentwicklung
| Jahr      | 1962 | 1968 | 1975 | 1982 | 1990 | 1999 | 2006 | 2019 |
| Einwohner | 759  | 638  | 556  | 525  | 444  | 398  | 394  | 369  |

## Geschichte
Die Gemeinde gehörte zur bretonischen Region Bro Gwened (frz. Vannetais) und innerhalb dieser Region zum Gebiet Bro Bourlet (frz. Pays Pourlet) und teilt dessen Geschichte. Saint-Tugdual gehörte von 1793 bis zu dessen Auflösung 1801 zum Kantons Priziac. Im Jahr 1903 spaltete sich ein Teil der Gemeinde ab und bildete die selbständige Gemeinde Le Croisty.

## Sehenswürdigkeiten
- Kirche Saint-Tugdual aus dem Jahr 1962
- Kapelle Saint-Guen (auch Saint-Guénaël) aus dem Jahr 1540
- Beinhaus bei der Kapelle Saint-Guen
- Kreuz an der Stelle des früheren Dorffriedhofs aus dem 16. Jahrhundert
- Herrenhaus von Kerminizy aus dem 16. Jahrhundert (mit Umbauten und Erweiterungen aus dem 20. Jahrhundert)

Quelle:

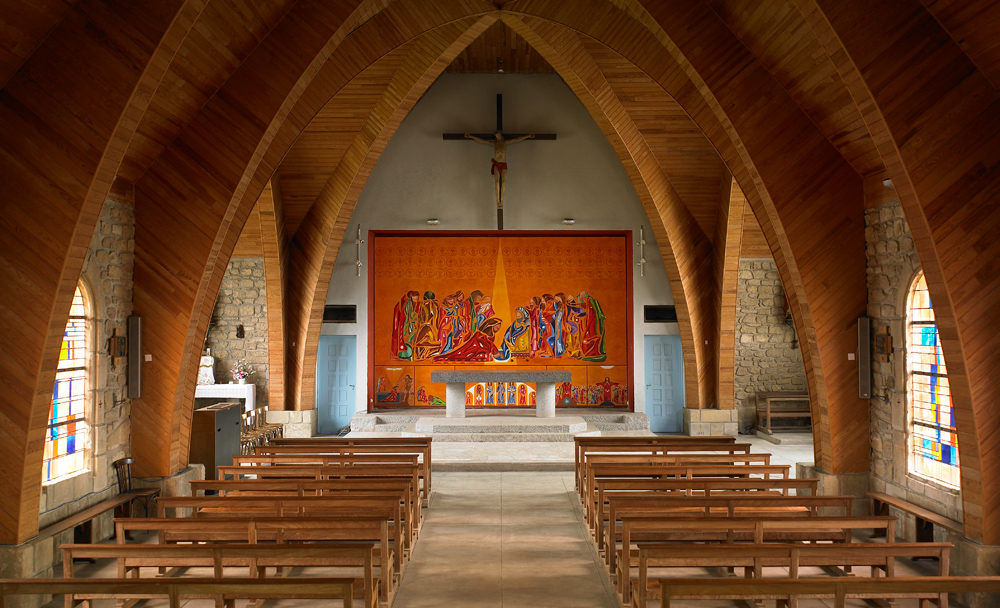
Inneres der Kirche Saint-Tugdual in Saint-Tugdual
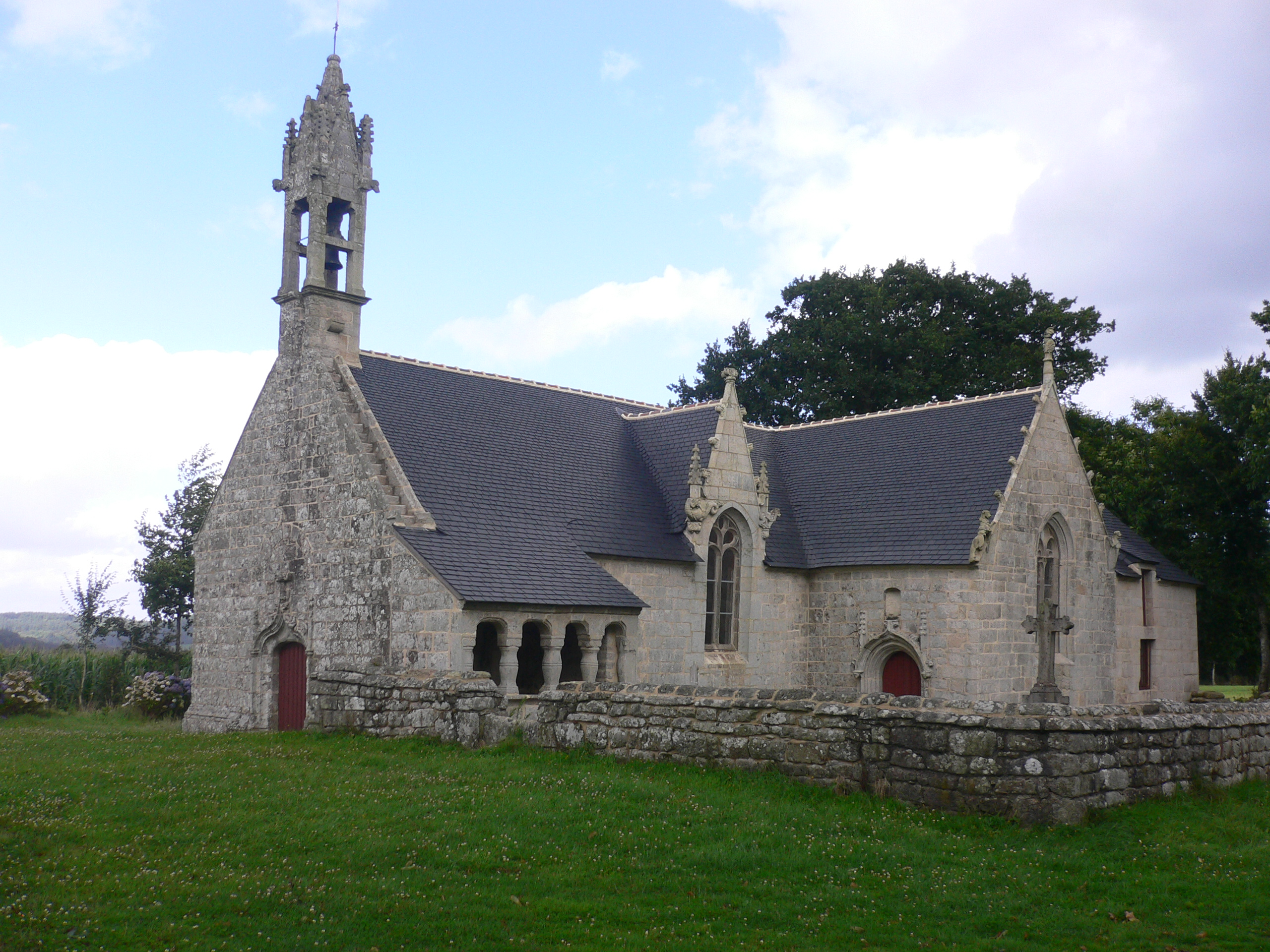
Kapelle Saint-Guen